# Adriaen Marcellis
Adriaen of Hadrianus Marcellis (Borgloon, circa 1542 – Dordrecht, december 1599) was een schoolmeester in achtereenvolgens Antwerpen en in Dordrecht.

## Naam
Varianten van zijn naam Marcellis zijn Marcelius en Mercelis.

## Levensloop
Hij werd geboren in het prinsbisdom Luik, in Borgloon, waar hij opgroeide. In 1573, circa 30 jaar oud, schreef hij zich in als lid van de gilde  van Ambrosius van Milaan, beter bekend als de gilde van onderwijzers, in Antwerpen in het (Spaans) hertogdom Brabant. Hij onderwees Grieks, Latijn en Nederduits. In de jaren 1578, 1579, 1582 en 1583 was Marcellis deken van de gilde van onderwijzers. Hij gaf les in het Minderbroedersklooster, tijdens het calvinistisch bestuur in Antwerpen. Dit gebeurde tijdens de Tachtigjarige Oorlog. Na het Beleg van Antwerpen en de verovering door de Spanjaarden, vluchtte hij naar Dordrecht (1585).
Marcellis gaf les in de Latijnse school van Dordrecht vanaf 1585. Gerardus Vossius was een van zijn meest bekende leerlingen. Hij was bovendien rector van de Latijnse school, van 1591 tot zijn dood in 1599.
Marcellis was tweemaal gehuwd. Zijn eerste huwelijk, in de Spaanse Nederlanden, was met Maria vander Boort. Na haar dood huwde hij, in de Verenigde Republiek, met Agneta Pelgroms.